# Чквіші
Чквіші (груз. ჭყვიში) — село в Грузії.
За даними перепису населення 2014 року в селі проживає 376 осіб.